# 谷文二
谷 文二（たに ぶんじ、文化9年（1812年） - 嘉永3年5月15日（1850年6月24日））は、江戸時代後期の日本の画家である。谷文晁の後継者として将来を嘱望されたが若くして歿した。

## 略伝
号は萍所、名を義宣、通称は文二郎と称した。谷文晁の長男。後妻 阿佐子との間に生まれる。画は文晁に受ける。才能は義兄　文一に劣ったものの文晁の秘蔵っ子として寵愛を受ける。そのためか、我が侭に育ち直情的な性質だった。遊女と役者を極端に嫌い、得意客であっても棍棒を投げて追い返したほどだった。
享年39。浅草清島町源空寺に葬られる。子に文中（文晁の孫）がいる。

## 作品
- 江戸麻布邸遠望図 絹本著色 1幅 104.4x213.3cm 毛利博物館蔵 - 萩藩下屋敷を描いたもの[1]。